# Prześcigla
Prześcigla (Mauritia) – rodzaj palm z rodziny arekowatych, obejmujący dwa gatunki występujące w naturze w Ameryce Południowej. Na rozległych obszarach w północnej części kontynentu (na wschód od Andów) występuje Mauritia flexuosa, zaś zasięg Mauritia carana ogranicza się do środkowej i wschodniej Amazonii. Palmy te są okazałe, mają wysokie kłodziny w wyraźnie widocznymi pierścieniami, na międzywęźlach pokrytych kolcami. Liście wachlarzowate, z blaszką głęboko wcinaną. Owocem jest jagoda okryta twardymi łuskami. Palmy te rosną w lasach bagiennych oraz wzdłuż strumieni i rzek, zarówno w selwie, jak i na sawannach, zwykle w niższych położeniach (M. flexuosa na wschodnich stokach Andów sięga jednak do 900 m n.p.m.).
Mauritia flexuosa jest jedną z najważniejszych użytkowo palm w Ameryce Południowej. Owoce są ważnym składnikiem diety ludności Amazonii spożywane w stanie surowym, sfermentowane i po wysuszeniu w formie mąki. Cenionym źródłem pożywienia są także larwy Rhynchophorus palmarum pozyskiwane z obumierających kłodzin tych palm. Z włókien liści sporządza się sznury, liny, hamaki i kosze. Gąbczaste ogonki liściowe służą do wyplatania mat i wyrobu papieru. Rzadziej użytkowana jest Mauritia carana (liście dostarczają surowca plecionkarskiego). 
Nazwa naukowa rodzaju upamiętnia Mauritza Johana von Nassau-Siegen – holenderskiego dowódcę i gubernatora holenderskiej kolonii w Ameryce Południowej – przyszłego Surinamu.

## Morfologia
PokrójOkazałe palmy osiągające do 25 m wysokości, o kłodzinie o średnicy 30–60 cm (M. carana osiąga mniejsze rozmiary – do 10 m wysokości i 30 cm średnicy). Kłodziny wyrastają zwykle pojedynczo, rzadko w kępach, mają pokrój kolumnowy, rzadziej są nieco pękate.
LiścieWachlarzowate, okazałe i ciężkie, skupione po 6–20 w pióropusz na szczycie kłodziny. Ogonki liściowe są zaokrąglone na przekroju. Blaszka liściowa zaokrąglona w zarysie jest głęboko rozcięta na dwie części, a te z kolei porozcinane są na poszczególne listki. Listki te skierowane są w różnych kierunkach, a nie płasko rozpostarte. Wzdłuż ich brzegów odchodzą cienkie kolce.
KwiatyJednopłciowe, rośliny są dwupienne. Kwiatostany są bardzo okazałe, zwisające, drewniejące, z odgałęzieniami dwustronnie ułożonymi na osi, gęsto pokrytymi drobnymi kwiatami. Kwiaty męskie rozwijają się skupione parami, żeńskie pojedynczo.
OwoceKuliste do eliptycznych, pokryte drobnymi, czerwonobrązowymi lub czerwownopomarańczowymi łuskami.

## Systematyka
Jeden z trzech rodzajów z podplemienia Mauritiinae (obok Lepidocaryum i Mauritiella), z plemienia Lepidocaryeae, podrodziny Calamoideae z rodziny arekowatych Arecaceae.
Wykaz gatunków:
- Mauritia carana Wallace
- Mauritia flexuosa L.f.